# Szigliget
Szigliget là một thị trấn thuộc hạt Veszprém, Hungary. Thị trấn này có diện tích 34,26 km², dân số năm 2010 là 854 người, mật độ 25 người/km².